# Samara
Samara (ros. Самара, w latach 1935–1991 Kujbyszew, cyrylica: Куйбышев) – miasto w Rosji, port rzeczny nad Wołgą. Stolica obwodu samarskiego.

## Historia
Samara została założona w 1586 jako warownia do obrony przed najazdami Tatarów. Od 1688 jest miastem, w 1851 została stolicą guberni. Od drugiej połowy XIX wieku ważny węzeł kolejowy. W 1883 miasto miało 63,5 tys. mieszkańców, do 1897 liczba wzrosła do 91,6 tys. W latach 1918–1919 w rękach sił antybolszewickich, potem część ZSRR. Od 1928 stolica obwodu. W 1935 zmieniono nazwę Samary na cześć zmarłego Waleriana Kujbyszewa.

Podczas II wojny światowej w mieście znalazło się szereg instytucji ewakuowanych z zagrożonej nadejściem wojsk niemieckich Moskwy i tymczasowo pełniło ono niektóre funkcje stolicy ZSRR. Przeniesiono tu m.in. placówki dyplomatyczne. Ambasadorem Polski w ZSRR został w 1941 prof. Stanisław Kot, który niebawem przybył do Kujbyszewa, organizując wszechstronną pomoc dla Polaków, którzy masowo przybywali do tworzącej się Armii Polskiej.

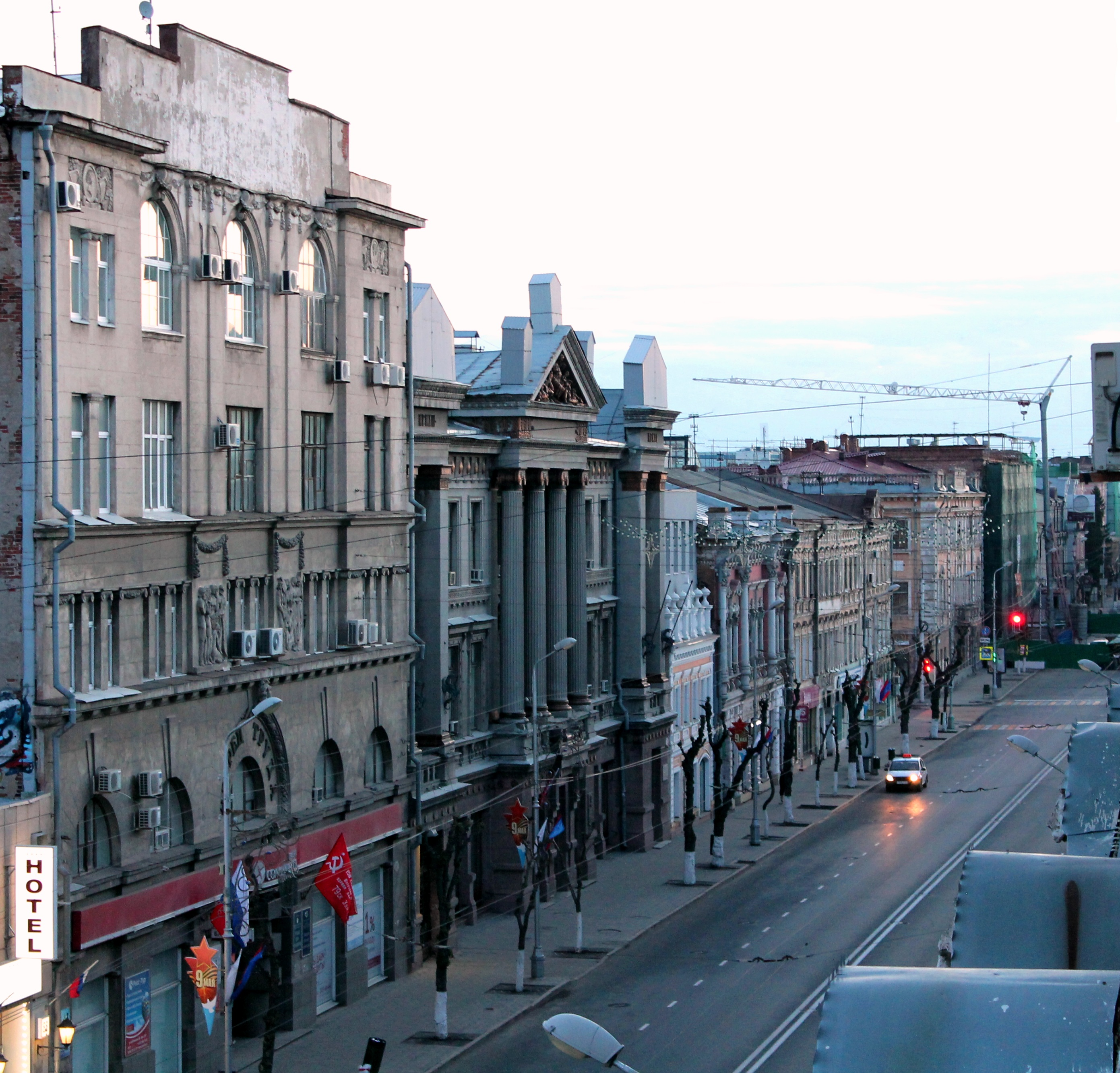
Widok na ul. Kujbyszewa
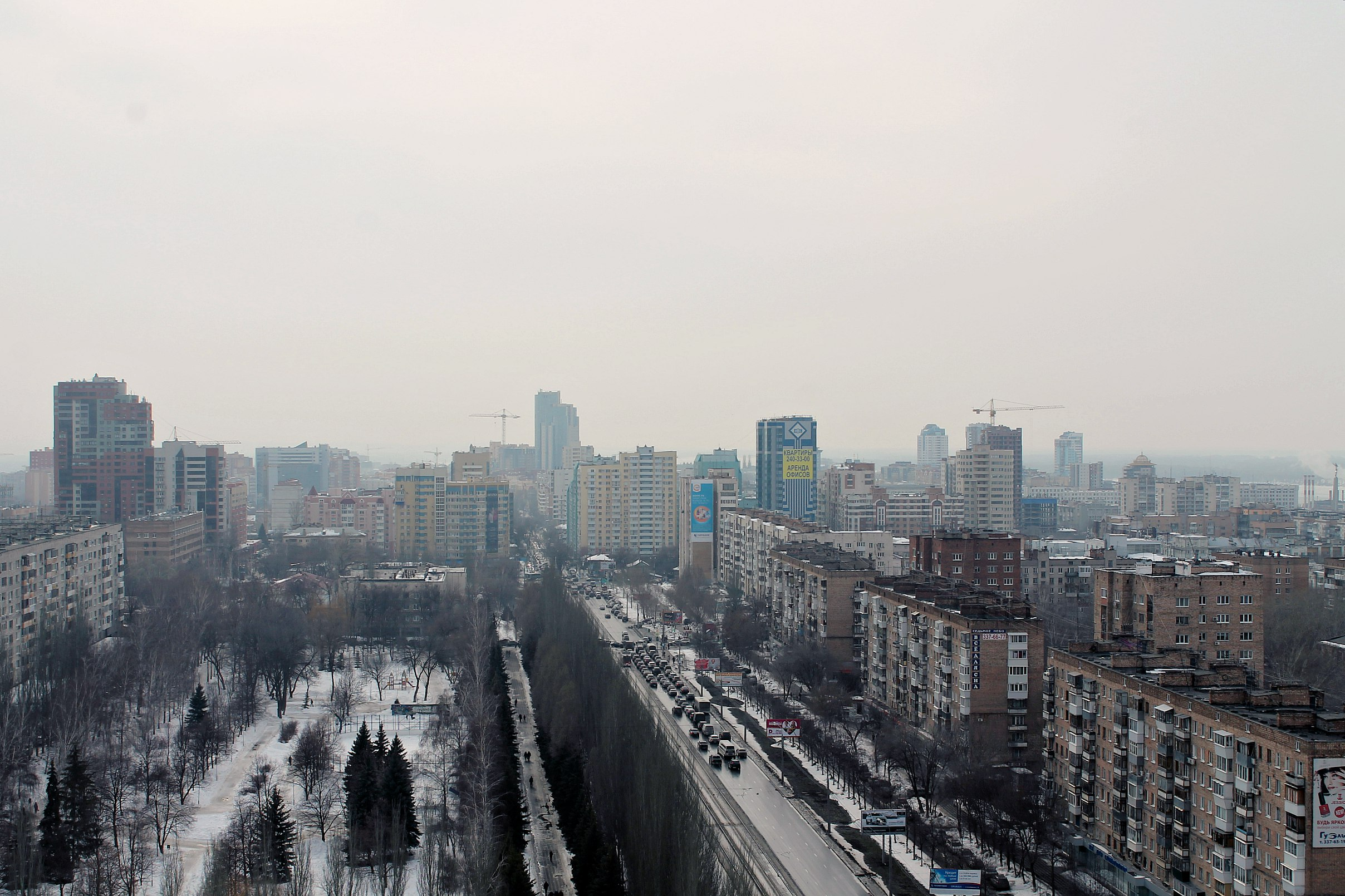
Widok na część Samary i na park im. Lenina
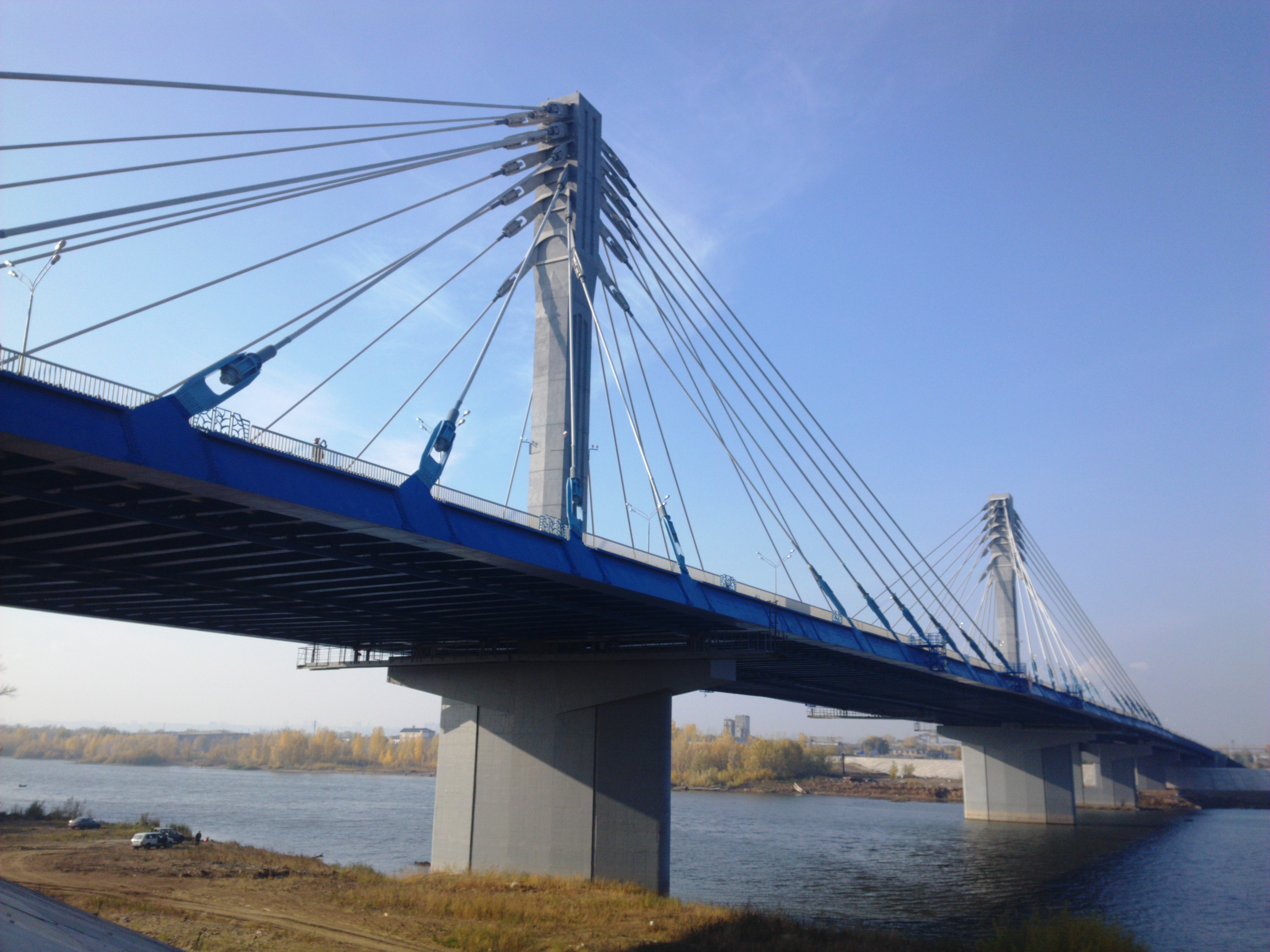
Most Kirowski na Wołdze
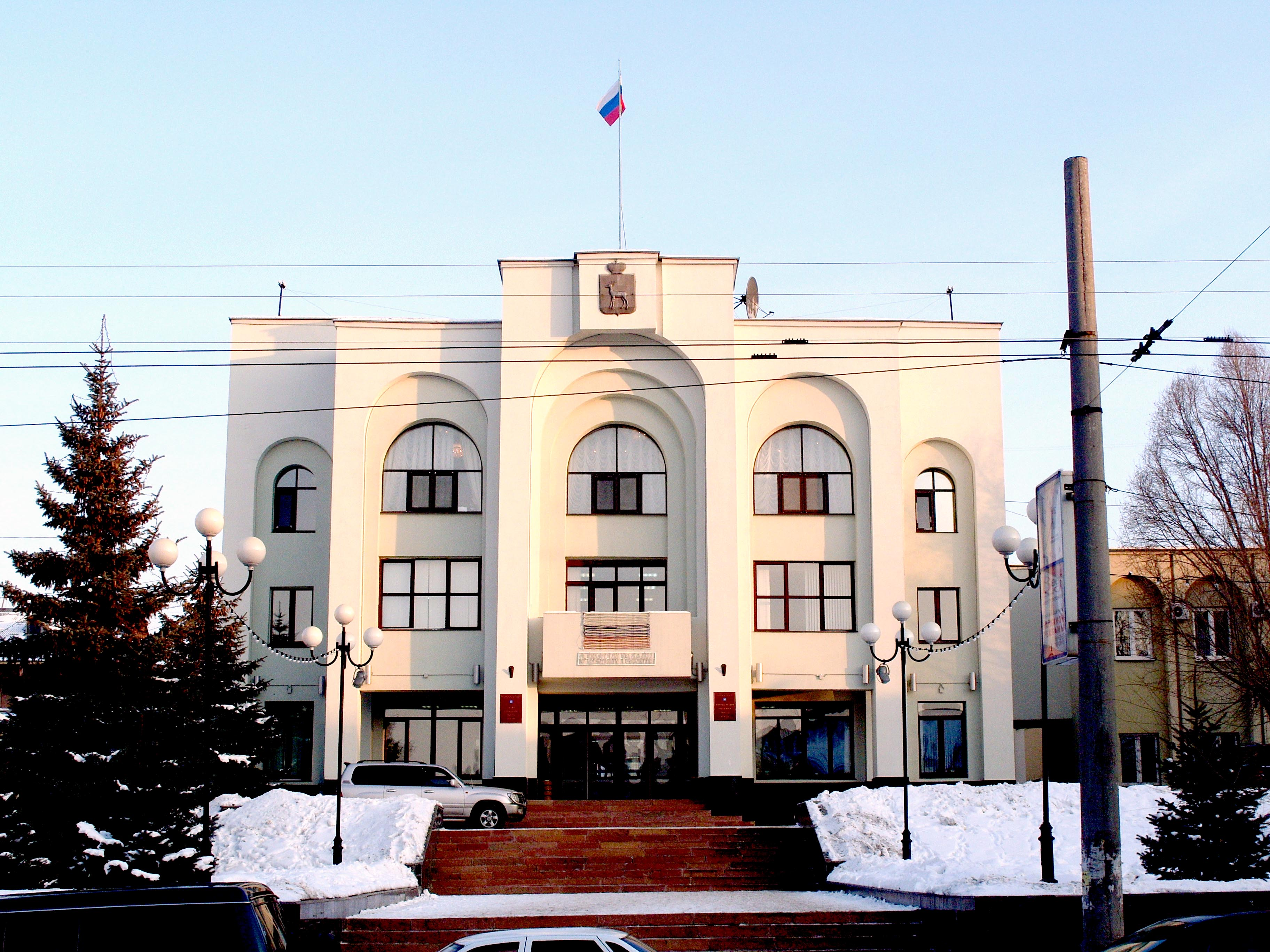
Administratura Okręgowa
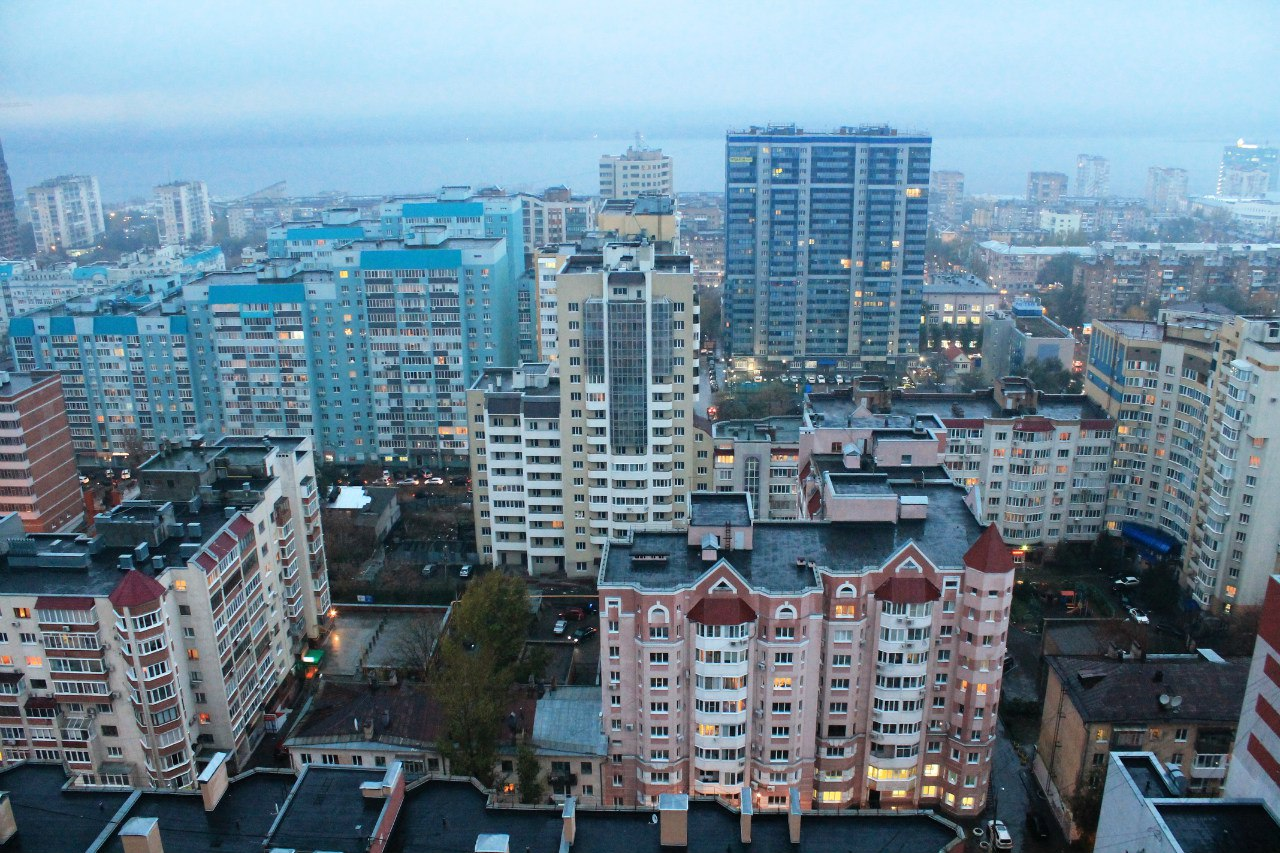
Widok na mieszkalną część miasta
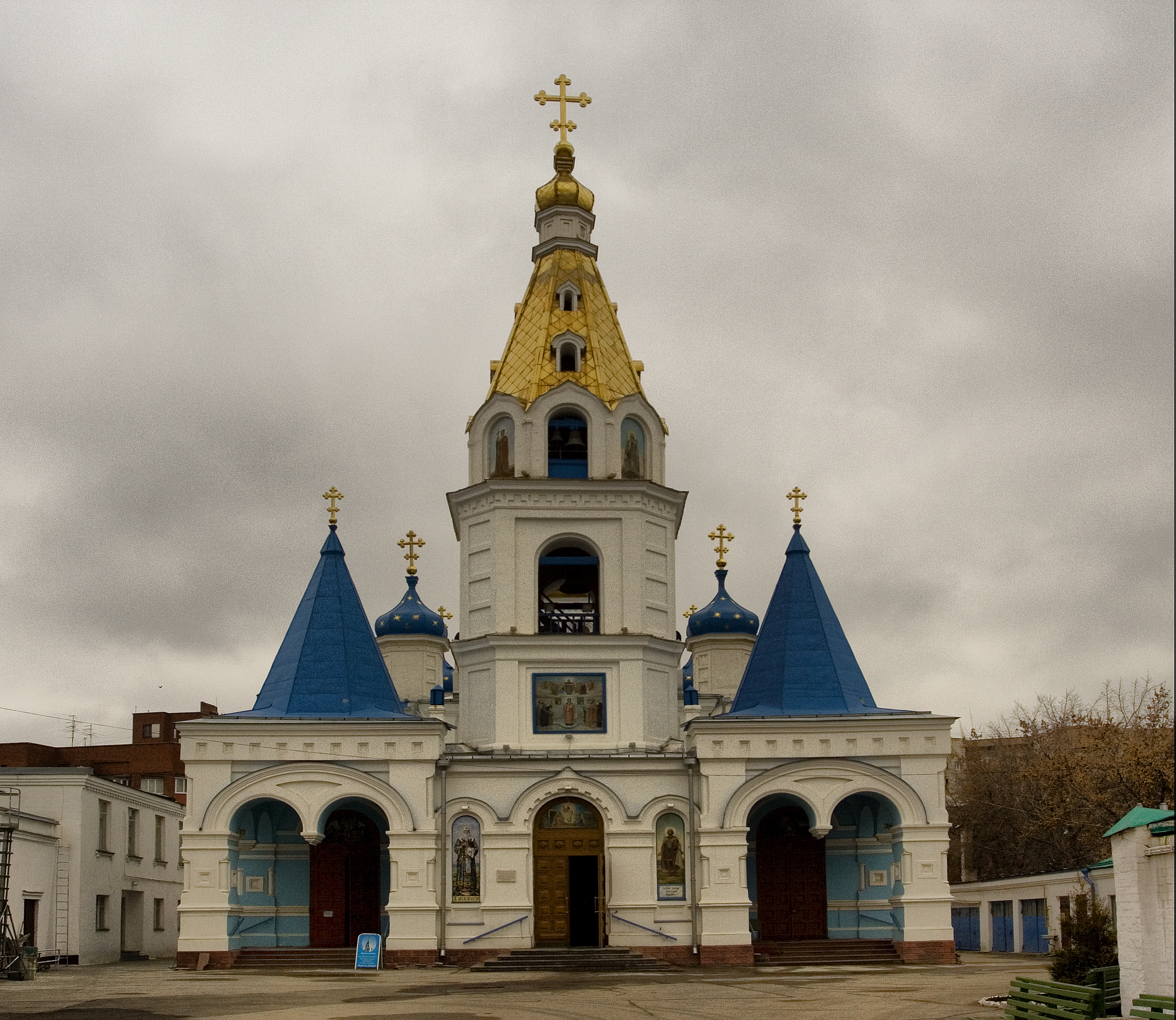
Sobór Opieki Matki Bożej
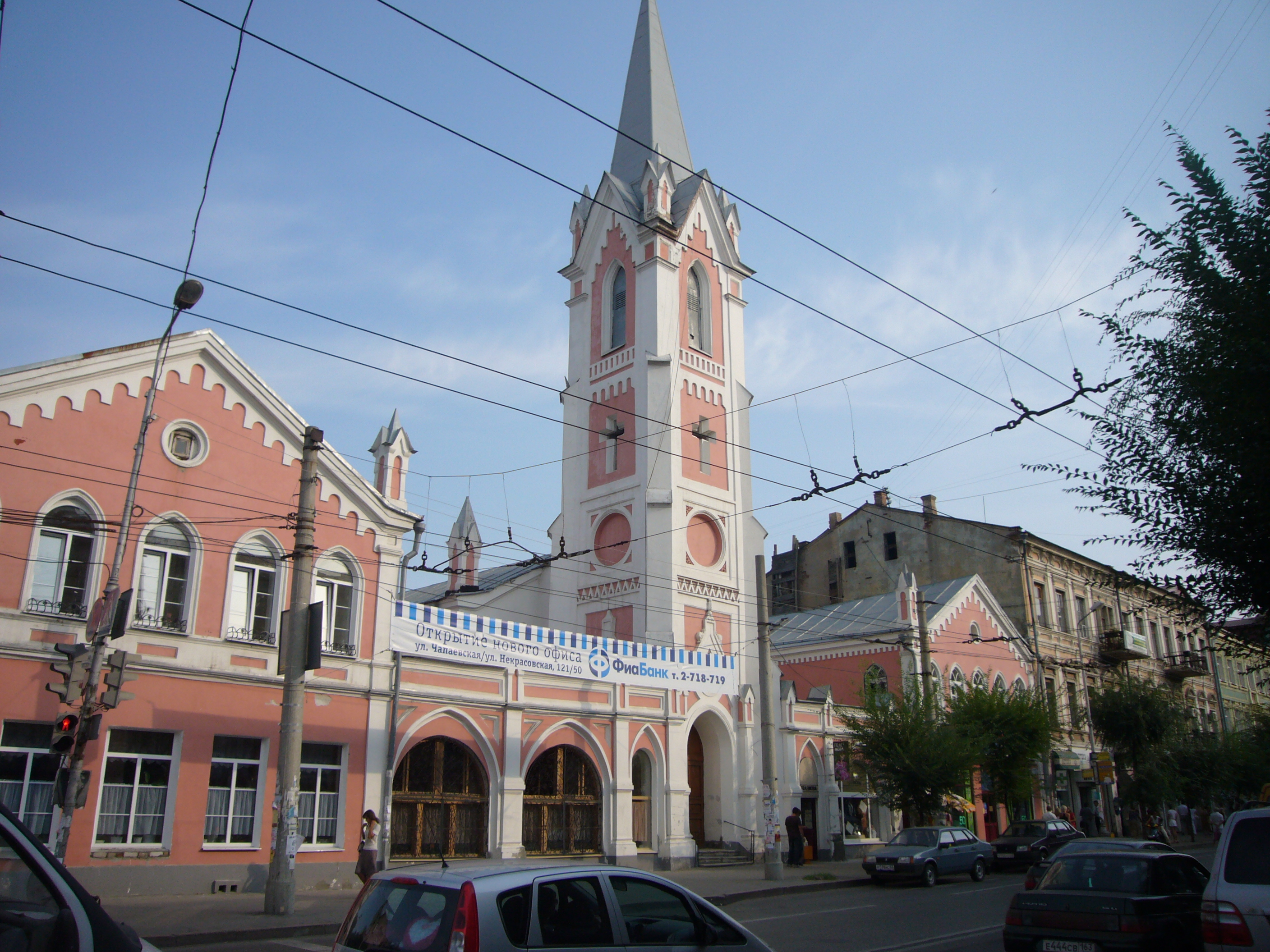
Luterański Zbór św. Grzegorza
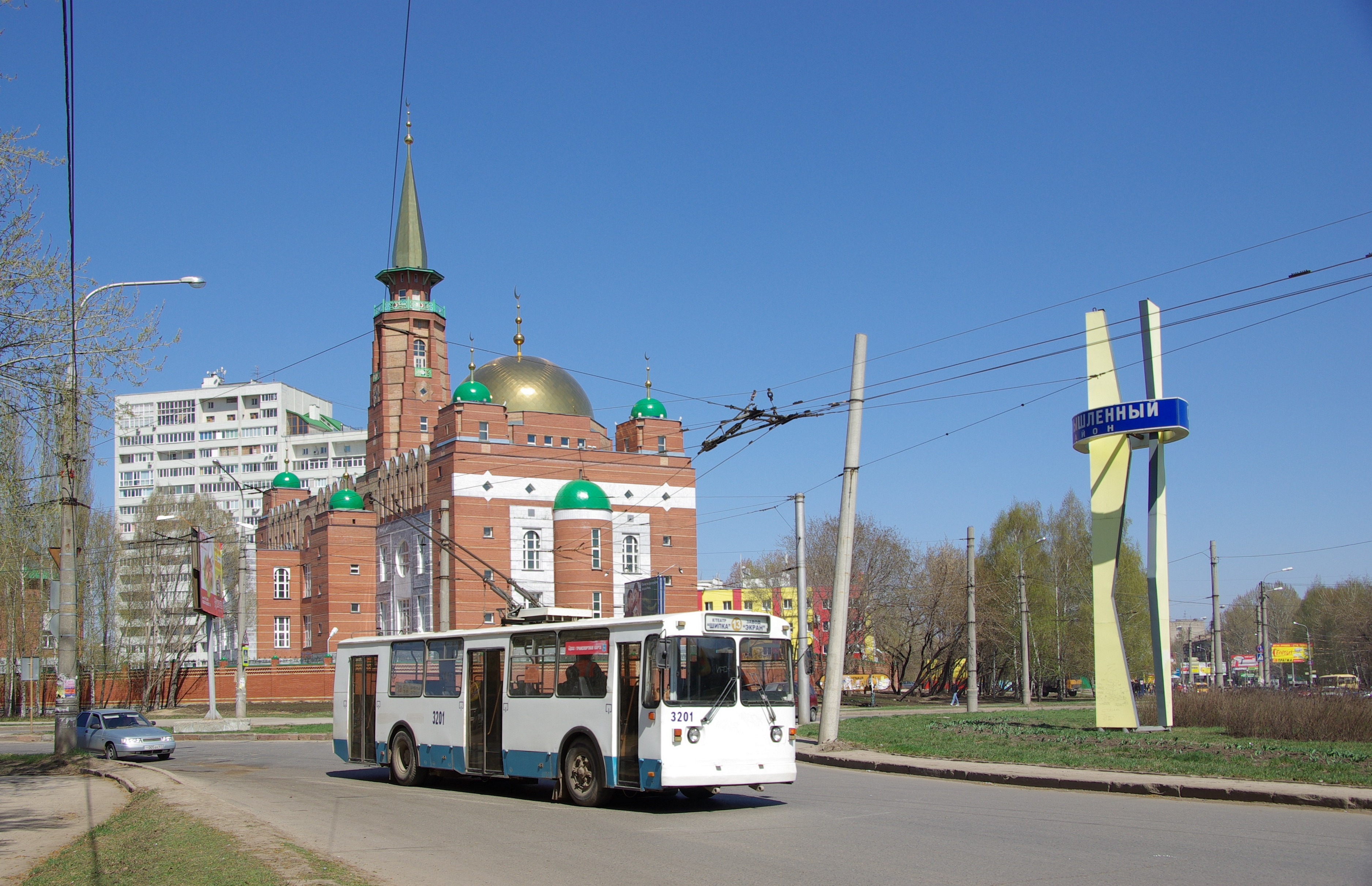
Meczet
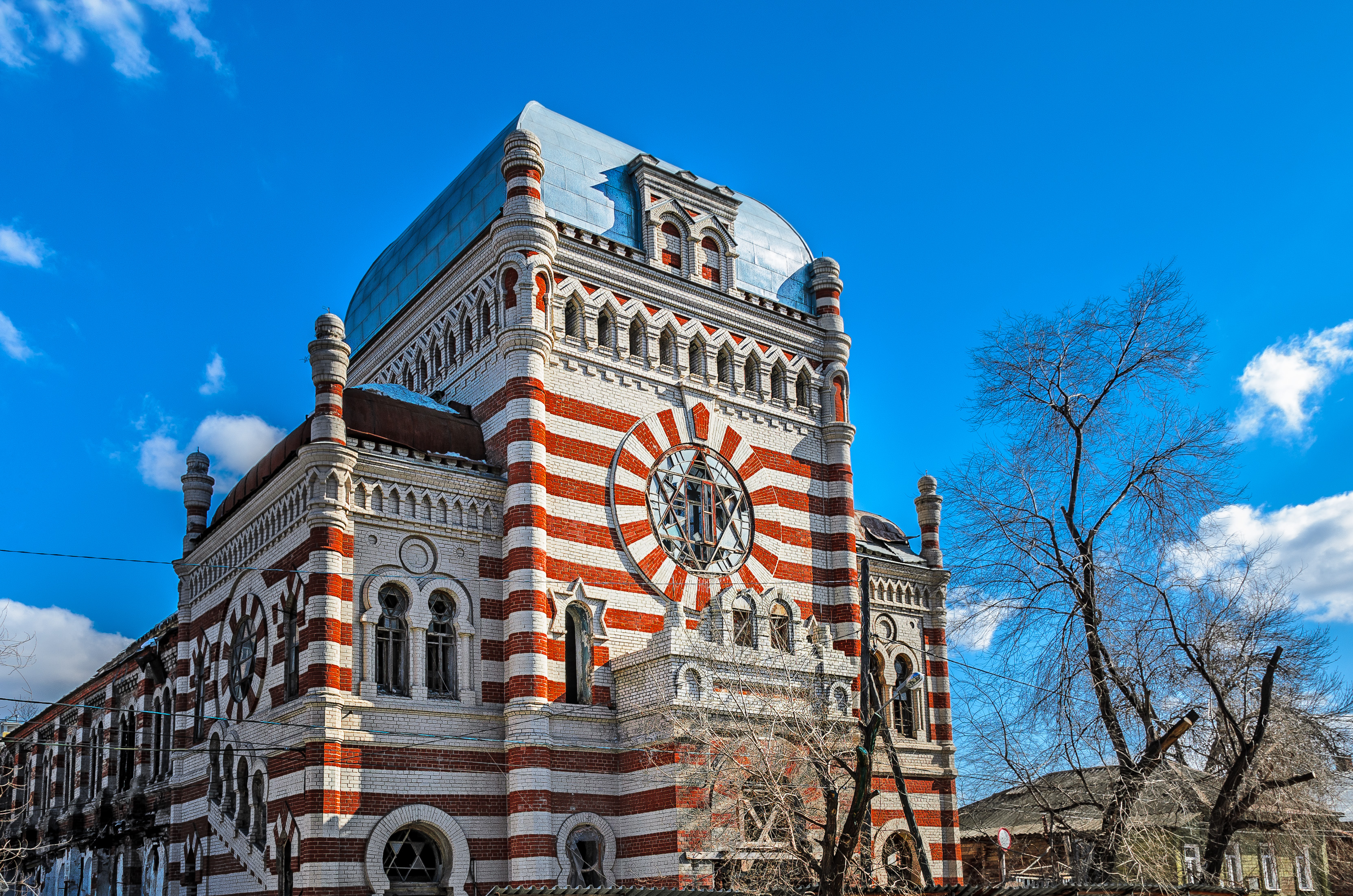
Synagoga Chóralna
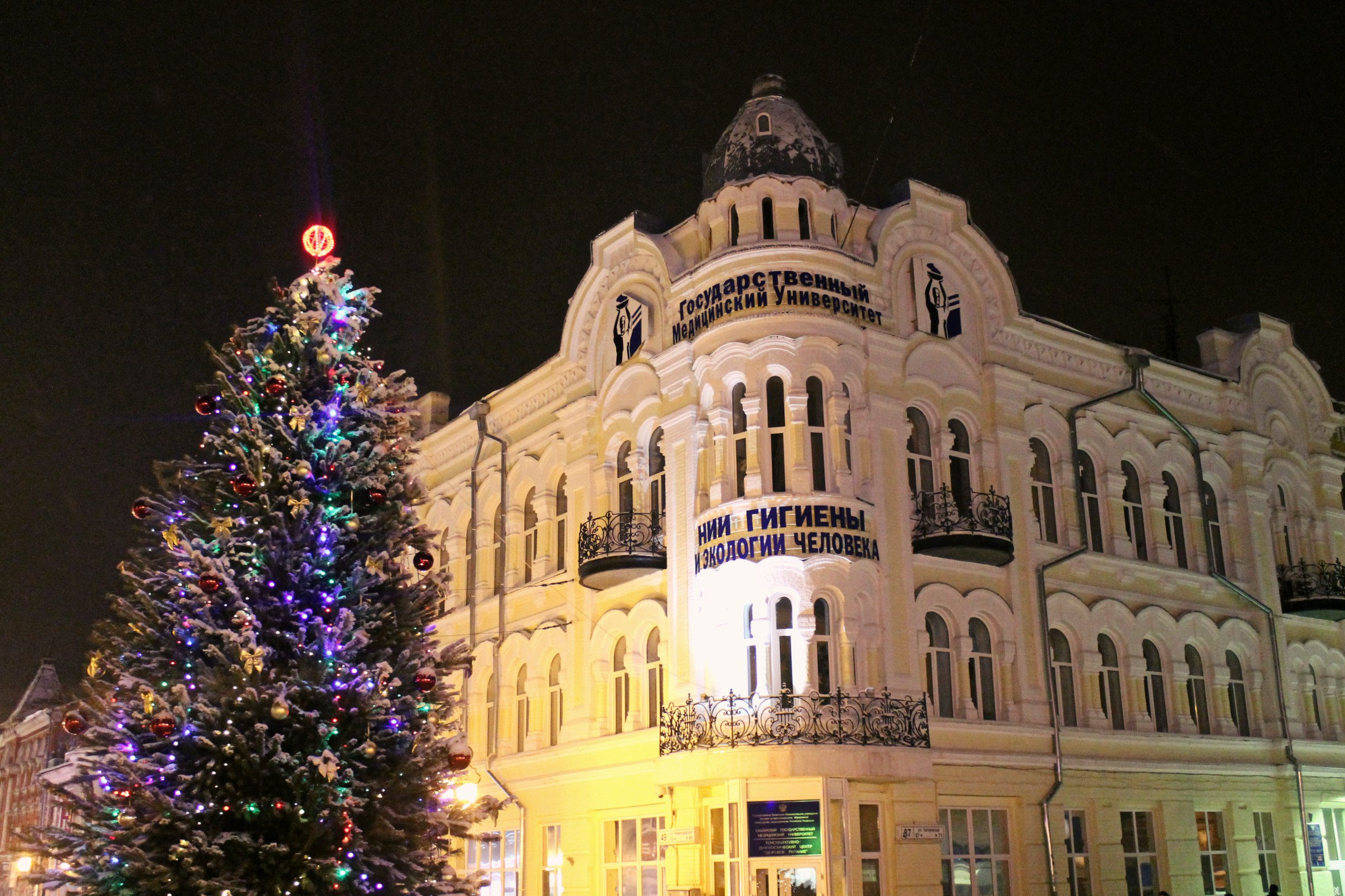
Uniwersytet Medycyny
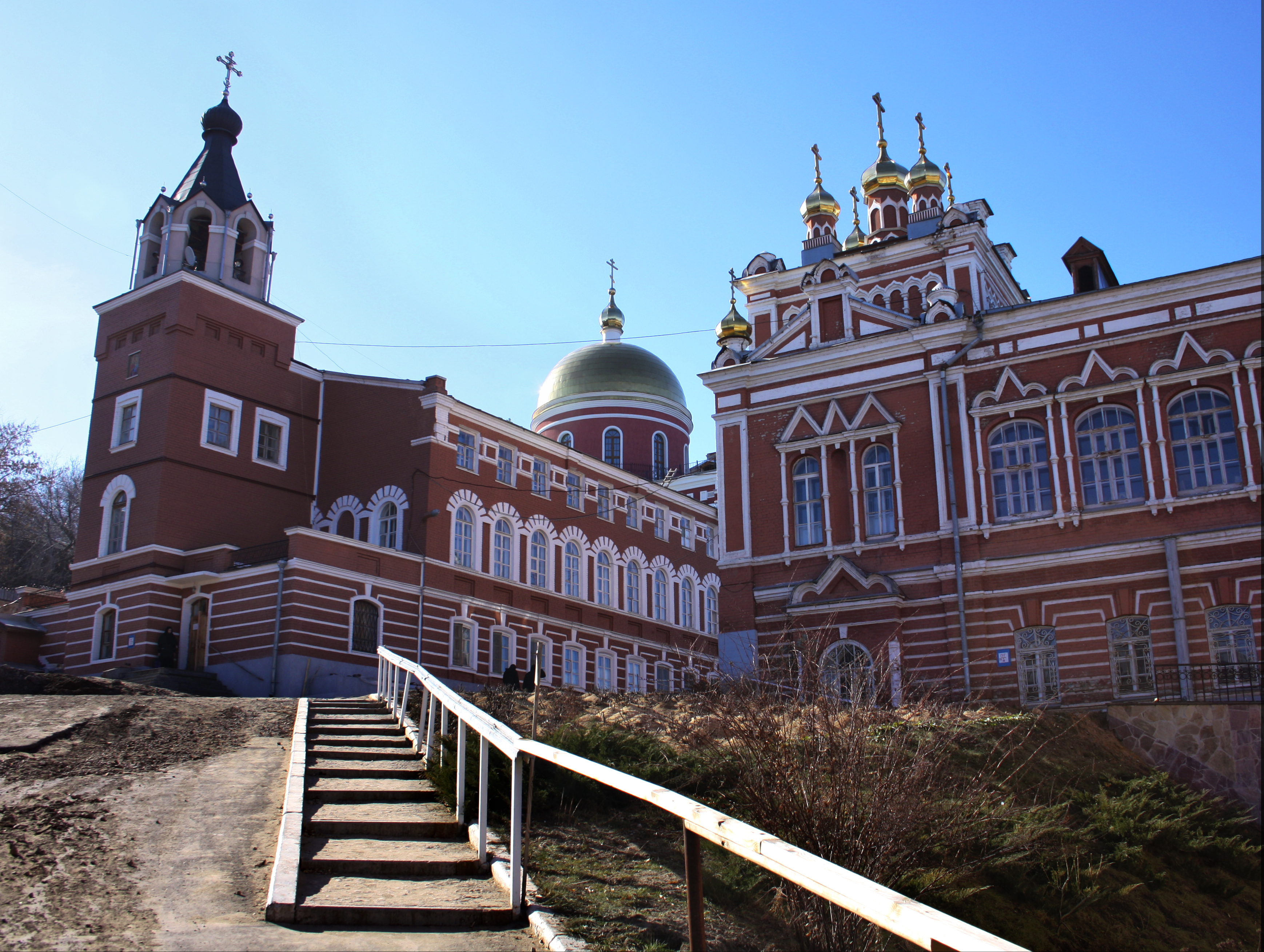
Monaster Iwerskiej Ikony Matki Bożej

## Gospodarka
W mieście rozwinął się przemysł maszynowy, metalowy, chemiczny, materiałów budowlanych, elektrotechnicznych, spożywczy oraz odzieżowy.

## Transport
- Tramwaje w Samarze
- Samara (stacja kolejowa)
- Metro w Samarze
- Port lotniczy Samara
  - Samara Airlines

## Oświata
Na terenie Samary (Kujbyszewa) mieściła się w latach 1944–1964 Kujbyszewska Suworowska Szkoła Wojskowa.

## Sport
- CSK WWS Samara – klub hokejowy
- CSK WWS Samara – klub piłkarski kobiet
- Krasnyje Krylja Samara – klub koszykówki mężczyzn
- Junit Samara – klub piłkarski mężczyzn
- Krylja Sowietow Samara – klub piłkarski mężczyzn
- Dinamo Kujbyszew – klub piłkarski (nieistniejący)

## Polacy w Samarze
W Samarze urodzili się m.in.:

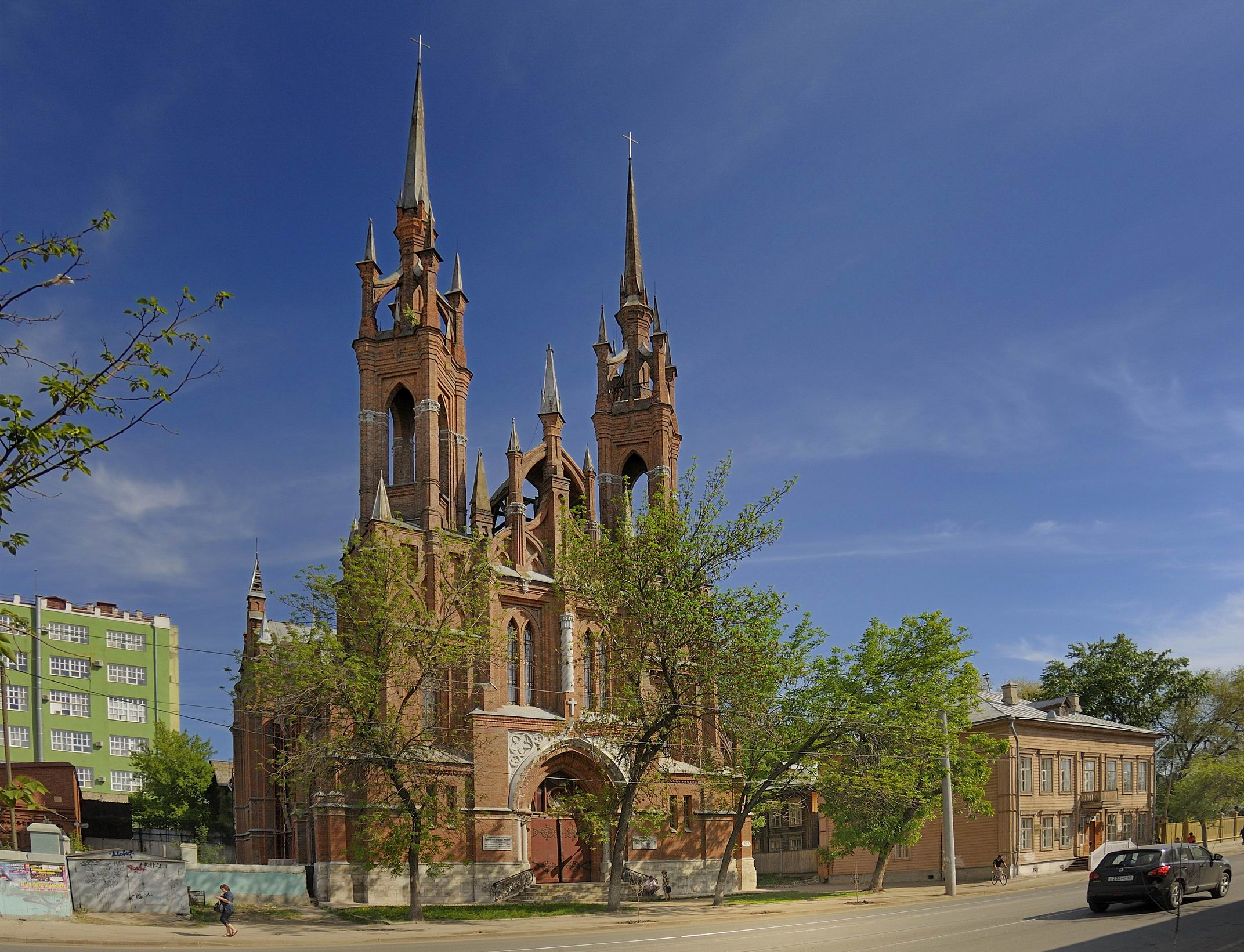
Kościół Najświętszego Serca Jezusa

- Stanisław Hryniewiecki – polski komandor porucznik i morski oficer pokładowy okrętów nawodnych,
- Maria Kuncewiczowa – polska pisarka,
- Wiktor Staniewicz – polski matematyk,
- Jerzy Szuba – polski wojskowy i chemik.

Polacy mieszkający w Samarze zbudowali w latach 1902–1906 działający do dziś tzw. Kościół Polski (architekt: Tomasz Bohdanowicz-Dworzecki).

## Miasta partnerskie
- Denizli
- Dniepr
- Koper
- Palermo
- Saint Louis
- Stara Zagora
- Stuttgart
- Zhengzhou